# Предмея
Предмея (на словенски: Predmeja) е село в Словения, регион Горишка, община Айдовшчина. Според Националната статистическа служба на Република Словения през 2015 г. селото има 373 жители.